# Bretteville-le-Rabet
Bretteville-le-Rabet ist eine französische Gemeinde mit 297 Einwohnern (Stand: 1. Januar 2022) im Département Calvados in der Region Normandie. Sie gehört zum Arrondissement Caen und zum Kanton Le Homt. Die Einwohner werden als Rabellois bezeichnet.

## Geografie
Bretteville-le-Rabet liegt etwa 24 km südsüdöstlich von Caen und 17 km nordnordwestlich von Falaise. Umgeben wird die Gemeinde von Cauvicourt im Norden, Saint-Sylvain im Nordosten, Soignolles im Osten, Estrées-la-Campagne im Südosten, Grainville-Langannerie im Süden, Urville im Südwesten sowie Gouvix in westlicher und nordwestlicher Richtung.

## Bevölkerungsentwicklung
| Jahr                             | 1793 | 1836 | 1876 | 1926 | 1946 | 1968 | 1990 | 2008 |
| Einwohner                        | 189  | 198  | 181  | 111  | 112  | 116  | 175  | 260  |
| Quelle: Cassini, EHESS und INSEE |      |      |      |      |      |      |      |      |

## Sehenswürdigkeiten

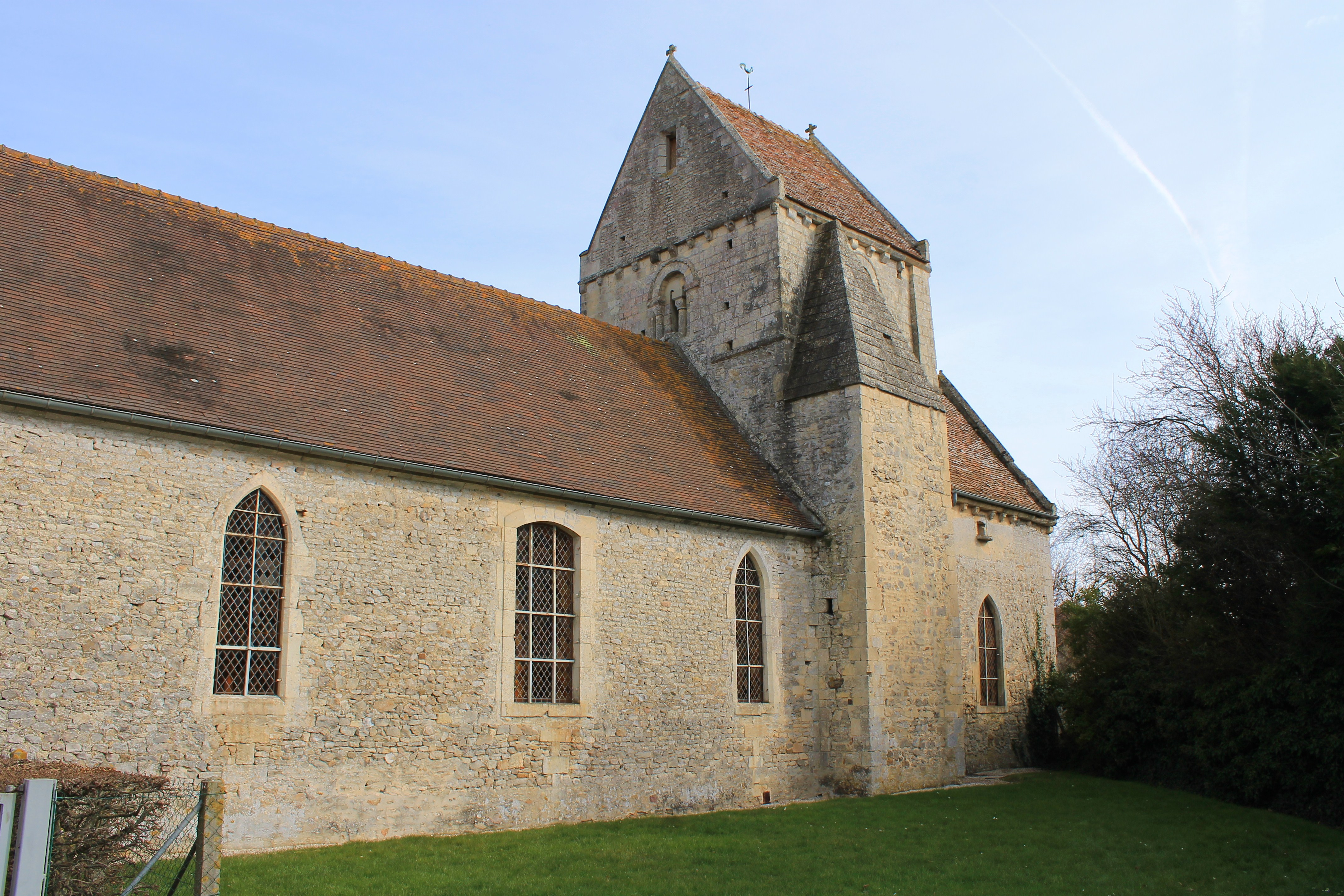
Kirche Saint-Lô

- Kirche Saint-Lô aus dem 12. Jahrhundert (Chor aus dem 15., Schiff aus dem 18. Jahrhundert), Monument historique
- Herrenhaus
- Antike römische Straße, als Kulturerbe klassifiziert